# Kahaono pallida
Kahaono pallida är en insektsart som beskrevs av Evans 1966. Kahaono pallida ingår i släktet Kahaono och familjen dvärgstritar. Inga underarter finns listade i Catalogue of Life.